# Dekanat Trzebiatów
Dekanat Trzebiatów – jeden z dekanatów należący do archidiecezji szczecińsko-kamieńskiej.

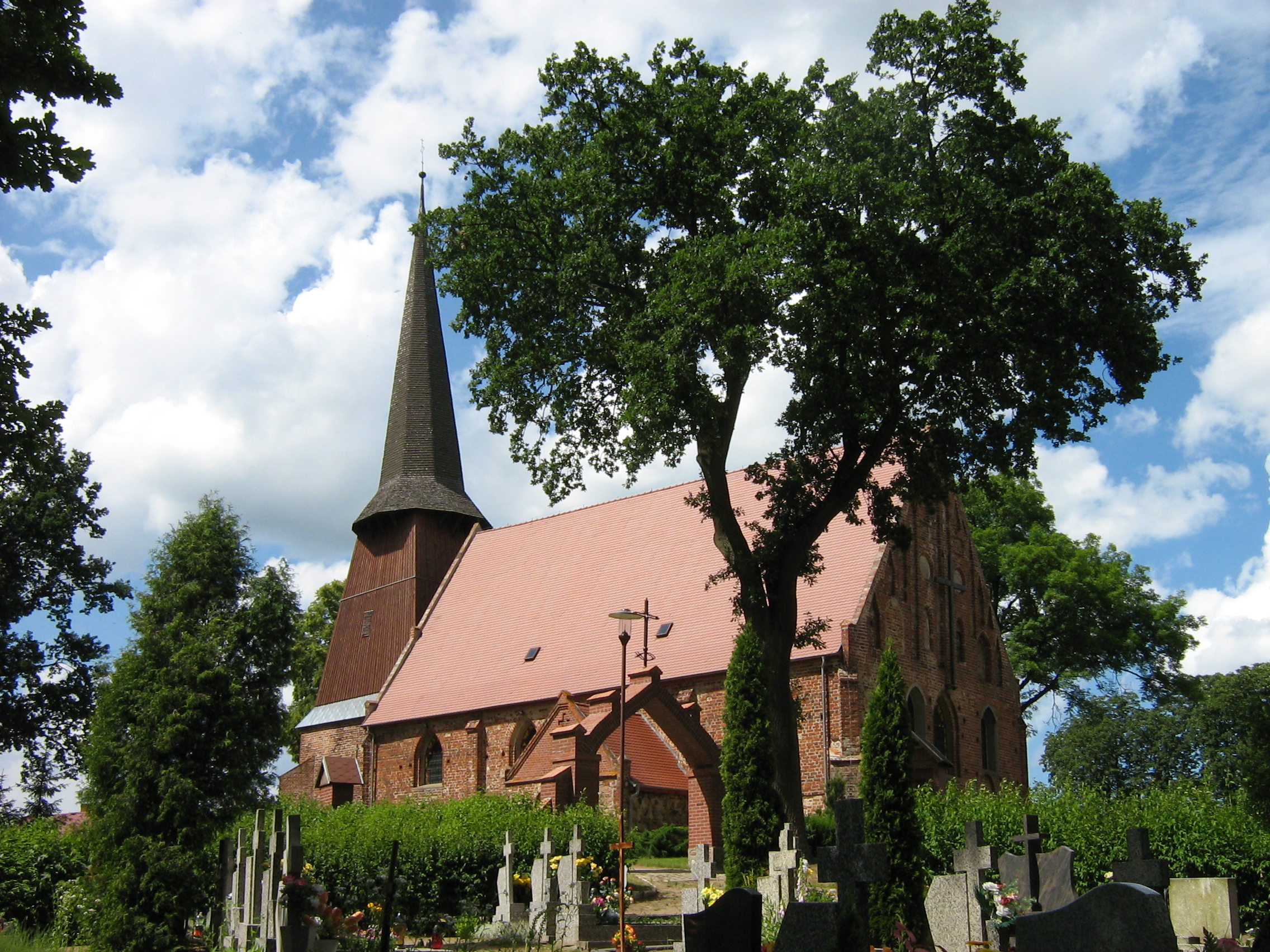
Kościół w Cerkwicy

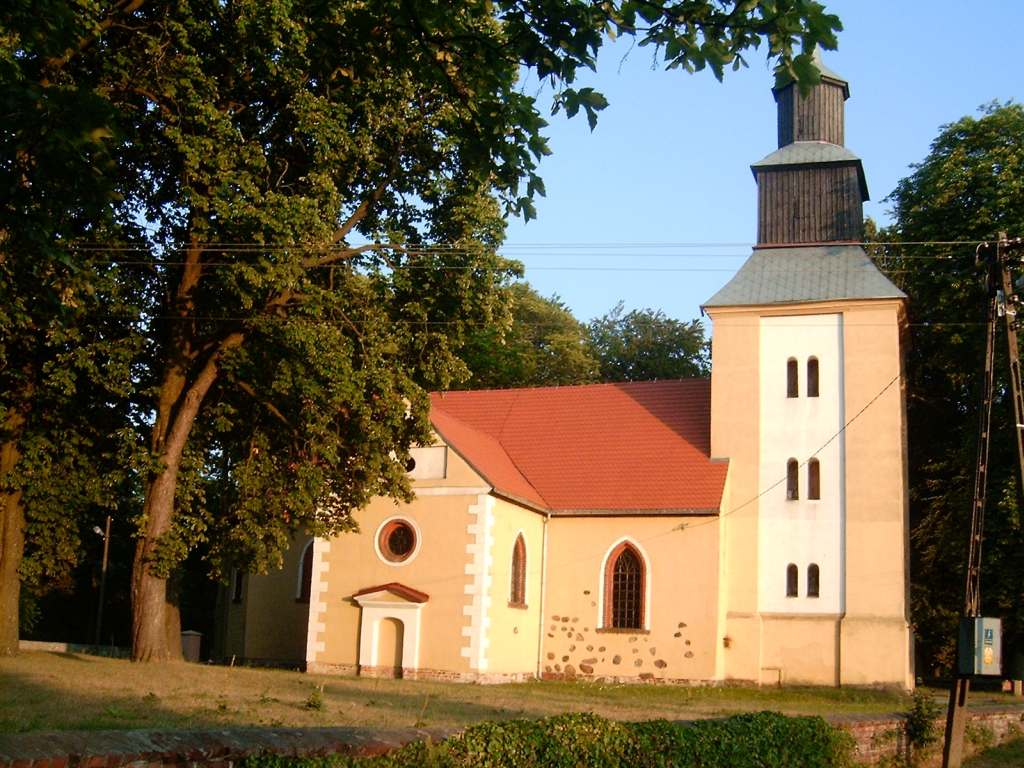
Kościół w Karnicach

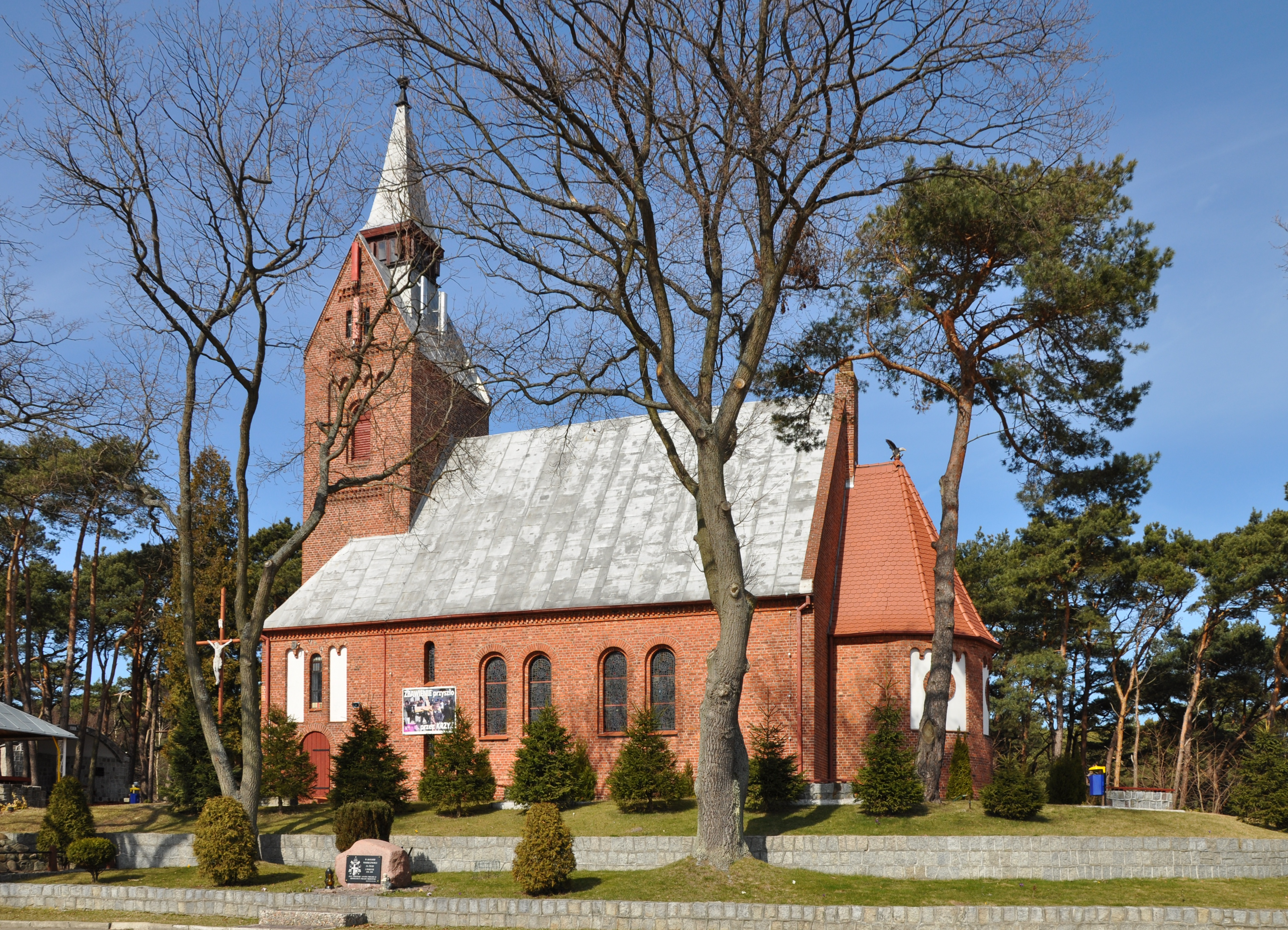
Kościół w Mrzeżynie

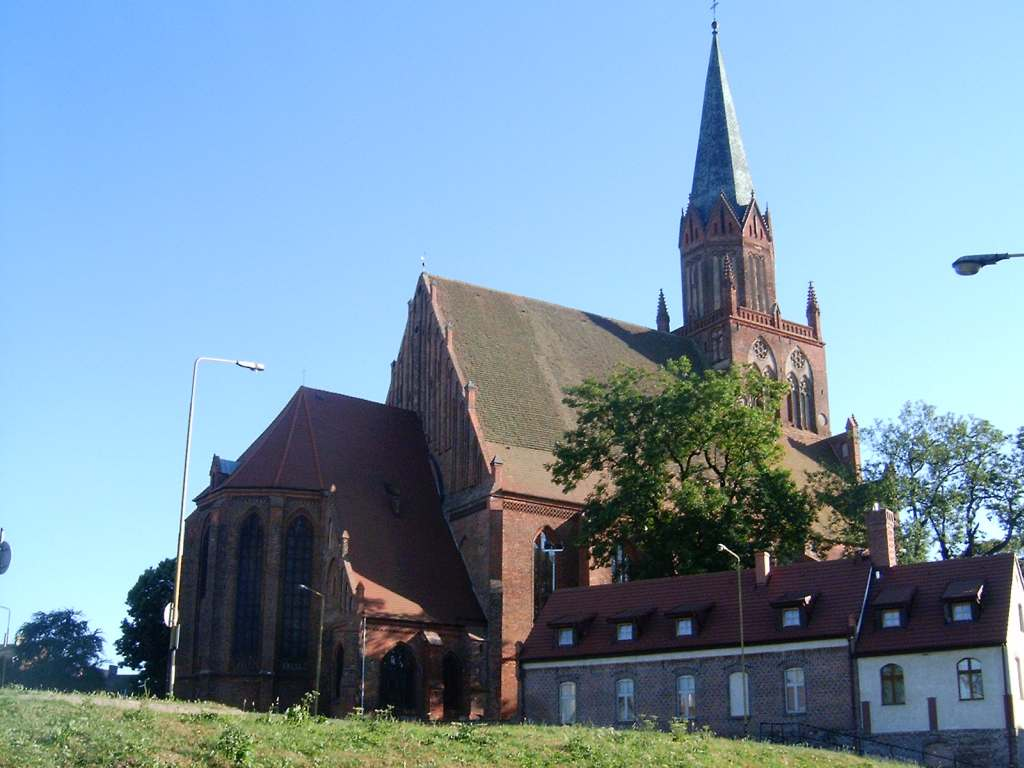
Kościół w Trzebiatowie

## Parafie
- Cerkwica - pw. Najświętszego Serca Pana Jezusa
- Gosław - pw. Chrystusa Króla
- Karnice - pw. św. Stanisława Kostki
- Konarzewo - pw. Niepokalanego Poczęcia Najświętszej Maryi Panny
- Mrzeżyno - pw. św. Apostołów Piotra i Pawła
- Niechorze - pw. św. Stanisława BM
- Rewal - pw. Najświętszego Zbawiciela
- Trzebiatów - pw. Macierzyństwa Najświętszej Maryi Panny
- Trzebusz - pw. św. Józefa Oblubieńca Najświętszej Maryi Panny

## Funkcje w dekanacie
- Dziekan: ks. kan. Wojciech Helak
- Wicedziekan: ks. prałat dr Andrzej Dowal
- Ojciec Duchowny: ks. mgr Krzysztof Przybyło